# Sébastien Reuille
Sébastien Reuille (* 22. Juni 1981 in Zürich) ist ein ehemaliger Schweizer Eishockeyspieler, der im Laufe seiner Karriere unter anderem für den EHC Kloten, die Rapperswil-Jona Lakers und den HC Lugano in der Schweizer National League aktiv war.

## Karriere
Reuille begann seine Karriere beim Forward Morges HC. 1996 wechselte er in die Nachwuchsabteilung des EHC Kloten, wo er für die Elite-A-Junioren aufs Eis ging. In der Saison 1997/98 spielte er sowohl für die Elite-A-Junioren des EHC Kloten, als auch acht Partien für den EHC Bülach in der Nationalliga B.
Zwischen 1998 und 2000 spielte Reuille abwechselnd im Herren- und Juniorenteam des EHC Kloten.
2001 wechselte Reuille zu den Rapperswil-Jona Lakers. Nach drei Jahren am oberen Zürichsee verliess Sébastien Reuille die Lakers und unterschrieb einen Vertrag beim HC Lugano, mit dem er 2006 Schweizer Meister wurde. 2007 kehrte Reuille zu den Lakers zurück, bevor er im Dezember 2009 einen Vertrag für die Spielzeit 2010/11 beim HC Lugano unterschrieb, welcher später bis 2013 verlängert wurde.
Im Oktober 2018 absolvierte er seine 1000. Spiel in der höchsten Schweizer Spielklasse.
2019 beendete er seine Karriere beim HC Lugano nach einem Meistertitel und 1035 NL-Partien, in denen er 376 Punkte sammelte.

## Erfolge
- 1997 Schweizer Meister der Elite-A-Junioren mit dem EHC Kloten
- 2006 Schweizer Meister mit dem HC Lugano

## Statistik
(Stand: Ende der Hauptrunde 2010/11)

### International
Vertrat die Schweiz bei:
- U18-Junioren-Europameisterschaft 1998
- U18-Junioren-Weltmeisterschaft 1999
- U20-Junioren-Weltmeisterschaft 2001

(Legende zur Spielerstatistik: Sp oder GP = absolvierte Spiele; T oder G = erzielte Tore; V oder A = erzielte Assists; Pkt oder Pts = erzielte Scorerpunkte; SM oder PIM = erhaltene Strafminuten; +/− = Plus/Minus-Bilanz; PP = erzielte Überzahltore; SH = erzielte Unterzahltore; GW = erzielte Siegtore; 1 Play-downs/Relegation; Kursiv: Statistik nicht vollständig)